# Stefan Güntner
Stefan Güntner (* 13. Oktober 1981) ist ein deutscher Kommunalpolitiker (CSU) und seit dem Jahr 2020 Oberbürgermeister der Stadt Kitzingen.

## Leben
Stefan Güntner wurde am 13. Oktober 1981 geboren. Er wuchs in der Kitzinger Siedlung auf, wo er auch die Grundschule besuchte. Anschließend machte er am Armin-Knab-Gymnasium in Kitzingen sein Abitur. Güntner absolvierte einen zwölfmonatigen Wehrdienst bei der Bundeswehr. Der Kitzinger studierte bis 2011 an der Julius-Maximilians-Universität Würzburg Rechtswissenschaften und arbeitete anschließend in der Rechtsbehelfsstelle des Kitzinger Jobcenters, später im Würzburger Pendant. 
Güntner engagierte sich daneben seit 2014 mit der CSU in der Kitzinger Lokalpolitik. Seit 2014 war er Mitglied des Stadtrates und wurde noch im gleichen Jahr zu einem der Bürgermeister der Stadt gewählt. Güntner wurde bei der Kommunalwahl 2020 zum Oberbürgermeister Kitzingens als Nachfolger Siegfried Müllers von der Unabhängigen sozialen Wählergruppe (UsW) gewählt. 